# 18192 Craigwallace
18192 Craigwallace è un asteroide della fascia principale. Scoperto nel 2000, presenta un'orbita caratterizzata da un semiasse maggiore pari a 2,7775353 UA e da un'eccentricità di 0,0421882, inclinata di 3,88164° rispetto all'eclittica.